# Карпинский, Александр Александрович
Александр Александрович Карпинский (укр. Олександр Олександрович Карпінський; 4 [17] августа 1909, Киев — 14 августа 1996, Киев) — советский и украинский борец греко-римского стиля и тренер; Мастер спорта СССР (1941), Заслуженный тренер Украинской ССР (1961), судья всесоюзной (1952) и высшей (1958) категорий. Отличник физической культуры (1954).

## Биография
Родился 4 (17) августа 1909 в Киеве.
В 1957 году окончил Киевский институт физической культуры. В 1969—1983 годах был доцентом кафедры борьбы и бокса этого же вуза. Вёл научные исследования по теории и тактике спорта, был автором нескольких трудов.
Занимался тренерской деятельностью, представлял общество «Строитель» (Киев). Среди его воспитанников — Тростянский Владлен Константинович — cеребряный призёр Олимпийских игр 1964 года в боксе
Участник Великой Отечественной войны 1941—1945 г.г., гвардии младший сержант. Награжден орденом Славы III степени (28.09.1945), орденом Отечественной войны I степени (06.11.1985).
Умер 14 августа 1996 года в Киеве.
Сын — Юрий Карпинский (род. 1948) — украинский учёный, доктор технических наук, профессор.